# 多花风筝果
多花风筝果（学名：Hiptage multiflora）为金虎尾科风筝果属下的一个种。其种加词“multiflora”意为“多花的”。